# タイラー・ポール
タイラー・ポール（Tyler Paul、1995年1月20日 - ）は、ジャパンラグビーリーグワンクボタスピアーズ船橋・東京ベイに所属するラグビーユニオン選手。

## プロフィール
- 南アフリカ共和国・モディアディスクルーフ出身。
- ポジションはロック(LO)、フランカー(FL)。
- 身長 195 cm、体重 112 kg

## 略歴
ネルソン・マンデラ大学卒業後、イースタン・プロヴィンス・キングス、キングス、シャークス、シャークスを経て、2020年、NTTドコモレッドハリケーンズ(現・NTTドコモレッドハリケーンズ大阪)に加入。
2021年2月21日にジャパンラグビートップリーグ第1節キヤノンイーグルス戦に先発出場で日本での公式戦初出場を果たす。
2022年7月、NTT再編に伴う新チーム浦安D-Rocks選手スコッドに選ばれた。
2024年、クボタスピアーズ船橋・東京ベイに加入。